# Adamantia Paizis
Adamantia Paizis (Milano, 30 novembre 1972) è un'astrofisica, divulgatrice scientifica e scacchista italiana, campionessa italiana nel 1988.

## Biografia
Nata a Milano da genitori greci, si è laureata in Fisica all'Università degli Studi di Milano nel 1999 ed ha conseguito il Dottorato in Astronomia e Astrofisica presso l'INTEGRAL Science Data Centre di Ginevra nel 2004. Dopo dieci anni di attività di ricerca, nel 2010 è diventata ricercatrice astronoma di ruolo, presso l'Istituto Nazionale di AstroFisica (INAF), a Milano. È attiva nelle attività di Didattica e Divulgazione del Gruppo Storie dell'INAF e del suo Istituto, INAF/IASF.

## Carriera scacchistica
Introdotta al gioco degli scacchi dal padre all'età di cinque anni, è stata una giovane allieva della Scacchistica Milanese. Scacchista a livello agonistico dal 1980 al 1992, ha raggiunto la categoria di Candidato Maestro nel 1987 ed ha partecipato a due campionati italiani femminili, a Milano nel 1985 e ad Aosta nel 1988, vincendo nel 1988.
Ha rappresentato l'Italia in numerose competizioni internazionali individuali fra cui i campionati mondiali giovanili a Lomas de Zamora (Argentina, 1984, Under-14, torneo misto, prima classificata fra le ragazze) e Timisoara (Romania, 1988, Under-16, torneo femminile). Ha inoltre partecipato a tre Olimpiadi degli scacchi, a Dubai (Emirati Arabi Uniti, 1986), a Salonicco (Grecia, 1988), sua migliore prestazione individuale, settimo posto) e a Novi Sad (ex-Jugoslavia, oggi Serbia, 1990).
Ha abbandonato l'attività agonistica nel 1992 (Elo FIDE: 2090).

## Libri
- Adamantia Paizis e Piergiorgio Siena, Salvate il pianeta Orz, illustrazioni di Marga Biazzi, Gruppo Editoriale Raffaello, 2018, ISBN 978-88-472-2872-6.
- Francesca Brunetti, Martina Cardillo, Davide Coero Borga, Daniele Gardiol, Daria Guidetti, Adamantia Paizis, Frammenti di cielo, Illustrazioni di Matitaelettrica, INAF Press, 2023, ISBN 978-88-989-8506-7